# Sweet Gwendoline
Sweet Gwendoline é a principal personagem feminina dos trabalhos do artista John Willie, publicada nos anos 50 e 60. As histórias eram lidas pela população em diversas revistas da época, aparecendo sempre em 2 páginas de alguma publicação, sendo publicada assim ao longo dos anos. Nos desenhos e livros em quadrinhos, Gwendoline aparece como uma donzela ingênua, sendo frequentemente sequestrada e presa pela Agente Secreta U-69 (que aparece na capa da 1º edição). O vilão Sir Dystic D'Arcy foi baseado no próprio autor. Apesar de ter sido comparada à The Perils of Pauline, Willie afirmou que nunca havia ouvido falar sobre este filme até o fim de sua carreira. Na Alemanha, a banda pop-punk Die Ärzte gravou a canção Sweet Gwendoline, que apresentou-a a uma grande parte da população que de outra forma não tinha nenhum contato com a subcultura. Outra banda alemã, Umbra Et Imago, famoso entre o fetiche gótico, também gravou uma canção intitulada Sweet Gwendoline.
Em 1984, as histórias foram adaptadas ao filme Os Perigos de Sweet Gwendoline na Terra do Yik-Yak, um filme de Just Jaeckin  estrelando Kitaen Tawny no papel de Gwendoline.